# V404 Cygni
V404 Cygni är ett system som består av en stjärna som kretsar runt ett svart hål. Stjärnan var känd redan på 1700-talet. Den befinner sig i Svanen ungefär 8000 ljusår från jorden. Stjärnans massa är hälften av solens, medan det svarta hålet har tolv solmassor. 
V404 Cygni har haft flera utbrott, bland annat 1938 och 1956. Utbrotten verkar ske med 20-30 års mellanrum.